# Logos (filozofia)
Logos (gr. λόγος) – pojęcie w starożytnej filozofii europejskiej, a także retoryce klasycznej i teologii judeochrześcijańskiej. Pochodzi od greckiego λέγω (lego, „mówię”) i bywa zwykle tłumaczone na język polski jako „słowo”, choć istnieje też osobny termin leksis (λέξις), pochodzący od tego samego czasownika, oznaczający „słowo” w zwyczajnym, lingwistycznym sensie. Logos jest terminem oznaczającym wewnętrzną racjonalność i uporządkowanie czegoś: świata, duszy ludzkiej, wypowiedzi, argumentu. W filozofii chrześcijańskiej bywa utożsamiany z wypowiedzianym przez Boga Słowem, z którego wywodzi się świat, a czasem również z Jezusem Chrystusem.

## Klasyczna filozofia grecka
Giovanni Reale pisze, że logos poprzez swoje trzy funkcje współtworzy trzy działy filozofii greckiej:
[…] logos jako zasada prawdziwości – poprzez prawa myślenia, poznania i mówienia – jest przedmiotem właściwym logiki; logos jako zasada ontologiczna kosmosu jest przedmiotem fizyki (rozumianej w sensie pierwotnym, przedsokratycznym, jako nauka o physis); wreszcie logos jako zasada kierująca do celu, to znaczy jako zasada, która określa sens każdej rzeczy, a zatem także cel i powinności człowieka, jest przedmiotem etyki.
Poniżej zostaną omówione kolejno te trzy sensy pojęcia logos, przy czym jako pierwszy ze względu chronologicznego zostanie omówiony sens ontologiczny.

### Logos jako zasada ontologiczna
W presokratejskiej filozofii przyrody, a także później u stoików, termin logos pojawiał się głównie w podobnym jak u Heraklita, kosmologicznym sensie – jako zasada organizująca, „reguła, według której wszystko się urzeczywistnia, oraz prawo, które jest wspólne dla wszystkich rzeczy i wszystkimi rządzi”, a przy tym „zawiera w sobie rozumność i inteligencję”. Równolegle uznawano, że logos przejawia się również i w osobie człowieka, zaś życie zgodne z nim jest też życiem rozumnym i racjonalnym. „Dostęp” do logosu lub też „posiadanie” logosu było, zdaniem niektórych filozofów, cechą wyróżniającą człowieka od innych istot: „Choćbyś wszystkie drogi przeszedł, nie dotrzesz do granic duszy; tak głęboki jest jej logos”, pisał Heraklit.

#### Heraklit
Pierwszym filozofem, który uczynił z logosu termin techniczny swojej filozofii, tj. opisał go szczegółowo i umieścił jako strukturalny element swojej filozofii, był Heraklit z Efezu (ok. 540–480 p.n.e.). U Heraklita obecne są już jednak wszystkie trzy wymienione wyżej sensy tego terminu.
Heraklit uznawał, że najbardziej fundamentalną cechą Natury jest jej zmienność. Przypisuje mu się powiedzenie Panta rhei – „Wszystko płynie”. Stąd symbolem rzeczy jest ogień – nie dlatego, jakoby wszystko miało się fizycznie „składać” z ognia, lecz dlatego, że cechą charakterystyczną ognia jest zmienność, a jednocześnie konflikt i harmonia. W tym świecie nieustającej zmienności nie są trwałe nawet tożsamości rzeczy – „do tej samej rzeki wstępujemy i nie wstępujemy, jesteśmy i nie jesteśmy”, co należy rozumieć jako stwierdzenie, że w kolejnych chwilach czasowych nie mamy podstaw, aby mówić o tej samej rzece, a także tej samej osobie. Naprawdę wszystko ulega zmianie: nie ma podstaw, aby przypisywać trwałą tożsamość czemuś, co jest płynne.
Opisywany przez Heraklita świat nie jest jednak chaosem. Przemiany ognia, ciągłe powstawanie i niszczenie, a więc fundamentalny konflikt będący u podstaw rzeczy, odbywa się zgodnie z kosmicznym prawem. Ten świat „był, jest i będzie wiecznie żyjącym ogniem, zapalającym się według miary i gasnącym”. W innym fragmencie Heraklit pisze, że „istnieje jedna tylko mądrość: uznać rozum, który wszystkim rządzi, wszystko przenikając”. Tę „miarę” i ten „rozum” często utożsamia się właśnie z logosem.

#### Stoicy
Stoicy przejęli wiele poglądów Heraklita. Diogenes Laertios donosi, że zdaniem stoików „Natura jest twórczym ogniem, systematycznie zmierzającym do tworzenia, powiewem ognistym i twórczym”. O Zenonie z Kition, założycielu szkoły stoików, tak pisał Cyceron: „Zenon określa naturę w ten sposób, iż nazywa ją biegłym w sztuce tworzenia ogniem zmierzającym systematycznie do płodzenia. […] Na tym polega rozum świata i […] dla tej przyczyny słusznie może być nazywany przezornością lub opatrznością”. W tym kontekście logos był więc odczytywany jako racjonalna zasada, wedle której świat podlega zmianom.
Stoicy wykonali również ważny krok w kierunku utożsamienia tej rozumności świata z Bogiem. Po pierwsze, Aetios z Antiochii, grecki filozof i historyk filozofii, twierdził, że zdaniem stoików „Bóg jest twórczym ogniem”, co zbliża go do pojęcia logosu. Z drugiej strony stoicy mówili ponadto, że logos jest „zarodkiem wszystkich rzeczy”, skąd pochodzi termin rationes seminales, czyli racje/wątki zarodkowe (łac. logoi spermatikoi), zaś u Diogenesa Laertiosa padają słowa, iż „Bóg jest nasiennym rozumem kosmosu”. Jak więc widać, terminologia i metaforyka stosowana przez stoików w odniesieniu do logosu przeplata się z tą stosowaną w odniesieniu do Boga.

### Logos jako zasada etyczna
Już cytowany wyżej Heraklit pisał o logosie duszy ludzkiej i o tym, że jedyną mądrością jest go rozpoznać. Wielu późniejszych filozofów wprost lub pośrednio przyznawało, że logos jest istotą człowieka lub też rozumnym sposobem bycia duszy i właściwą ścieżką dla człowieka jest odnalezienie go, rozpoznanie, a następnie postępowanie zgodnie z tym logosem. Etykę Sokratesa interpretuje się czasem w ten sposób, zaś logos człowieka powinien opierać się na panowaniu nad sobą (enkrateia), wolności (eleutheria) i samowystarczalności cnoty (autarkeia).
To rozumienie logosu pojawia się również w myśli stoickiej: „Logos nie zatrzymuje się na poznaniu, lecz ma w sobie również impuls do działania. […] Według Zenona […] logos rządzi zarówno w Kosmosie, jak i w człowieku oraz dostarcza nam klucza do uchwycenia nie tylko znaczenia świata, lecz także naszej duchowej egzystencji, jak również do poznania naszego rzeczywistego przeznaczenia.”

### Logos jako zasada logiczna i retoryczna
Słowo „logos” tradycyjnie wiązano w Grecji z dobrą argumentacją, z wewnętrzną spójnością i sensownością wypowiedzi. Stąd na przykład celem filozofii miałoby być postępowanie, w którym nasze słowa i myśli przepełnia logos:
Jeśli idzie o metodę [starożytnej filozofii greckiej], to filozofia chce być czysto racjonalnym wyjaśnianiem tej całości, która jest przedmiotem jej dociekań. Tym, co się liczy w filozofii, jest argument rozumowy, logiczne uzasadnienie, jednym słowem tym czymś jest logos.
Najsłynniejszy wkład do tego rozumienia terminu „logos” wniósł Arystoteles, który w swojej Retoryce wyróżnił trzy sposoby argumentacji („środki przekonywania”)
Środki przekonywania, uzyskane za pośrednictwem mowy, dzielą się na trzy rodzaje. Jedne z nich zależą od charakteru mówcy [éthos], inne od nastawienia, w jakie wprawia się słuchacza [pathos], inne jeszcze od samej mowy ze względu na rzeczywiste lub pozorne dowodzenie [lógos].
Arystoteles doprecyzowuje następnie:
Przekonanie przez samą mowę osiągniemy wówczas, kiedy udowodnimy prawdę lub pozór na podstawie wiarygodnych dla każdej rzeczy przesłanek.
Co istotne, w opisie tym zauważone zostaje, że „metodą” tą można równie dobrze dowodzić prawdy, co nieprawdy – jest to tylko metoda retoryczna. W ten sposób Arystoteles wyraźnie odcina się od wcześniejszej tradycji przypisywania logos wewnętrznej, ontologicznej prawdziwości; zgodnie z tym rozumieniem niemożliwe byłoby, aby w jakiejś wypowiedzi mieścił się logos, a byłaby ona jednocześnie fałszywa. Tutaj mamy więc do czynienia z nazewnictwem czysto retorycznym.

## Filozofia judeochrześcijańska
Do filozofii judeochrześcijańskiej koncepcję logosu wprowadził Filon z Aleksandrii (ok. 10 p.n.e. – 40 n.e.), filozof i teolog żydowski. U Filona Logos stanowi kluczowy termin filozoficzny o wielu znaczeniach, jednak najistotniejszym z nich w kontekście jego wpływu na chrześcijaństwo jest rozumienie Logosu jako Umysłu Boga oraz sposobu, na jaki Bóg wpływa na świat.
Wczesny filozof i apologeta chrześcijański Justyn Męczennik utożsamił Logos z Jezusem Chrystusem. Dla obecności terminu logos w filozofii chrześcijańskiej kluczowe jest nawiązanie do Ewangelii św. Jana i do Psalmów, gdzie Słowo wymienione zostaje jako zasada stwórcza Kosmosu. Św. Augustyn wprowadził pojęcie Logos do „kanonu” teologii chrześcijańskiej, pisząc o nim w swoich Wyznaniach.